# Jean Joseph François de Sahuguet d'Amarzit de Laroche
Jean Joseph François Léonard Sahuguet, né le 12 octobre 1756 à Brive-la-Gaillarde, mort le 26 décembre 1802 à Tobago) (Petites Antilles), est un général de division de la Révolution française.

## États de service
Il entre en service le 30 avril 1773, comme mousquetaire dans la 1re compagnie (mousquetaires gris), et il est réformé avec ce corps le 15 décembre 1775.
Il est promu maréchal de camp le 28 septembre 1792 et général de division le 13 juin 1795.
En 1793, il annexe le Val d'Aran. Suspendu pendant la Terreur car noble, il est réintégré et participe activement à la campagne d'Italie.
En 1801, il conduit l'expédition qui échoue à secourir l'Armée d'Égypte.
Après la paix d'Amiens, il est chargé de reprendre possession de Tobago comme capitaine général (décret du 22 prairial an 10) (11 juin 1802). Il y meurt de la fièvre jaune.

## Distinctions
- Il fait partie des 660 personnalités à avoir son nom gravé sous l'arc de triomphe de l'Étoile. Il apparaît sur la 34e colonne (l’Arc indique SAHUGUET).

## Sources
- http://thierry.pouliquen.free.fr/Generaux/gnxS.htm
- Georges Six, Dictionnaire biographique des généraux & amiraux français de la Révolution et de l'Empire (1792-1814), Paris : Librairie G. Saffroy, 1934, 2 vol., p. 410